# Рафаель (Черепашки-ніндзя)
Рафаель — вигаданий персонаж усесвіту черепашок-ніндзя, майстер бойових мистецтв, який володіє двома саями і носить червону пов'язку. Він недолюблює Лео за його правильність і через те, що всі вважають того лідером. Рафаель, не дивлячись на свою сувору натуру, дуже емоційний та добрий і завжди готовий пожертвувати собою заради сім'ї.

## Комікси

### Mirage
Рафаель зображується дуже грубим та жорстоким і не здатним спокійно реагувати на невдачі. Він має дещо цинічне і саркастичне почуття гумору. У більш пізніх коміксах показано, що Раф дуже не любить надприродні явища.
В пізніших коміксах він став менш запальним. Такий розвиток Рафаеля почався під час арки "Return to New-York", коли він дозволив Леонардо вести команду, а також боротися зі Шреддером. З тих пір він почав менше претендувати на лідерство та й взагалі краще ставитися до близьких і союзників.
Також Раф дуже близький до Мікеланджело, як до найменшого з черепах, що він сам і визнає. В бою Рафаель завжди захищає молодшого брата і одна лише думка про те, що Майкі може бути тяжко пораненим, приводить його в гнів. В одній з власних історій Рафаель зустрічає месника в масці на ім'я Кейсі Джонс. Хоч їхня перша зустріч закінчилася бійкою, вже скоро вони стали добрими друзями.
У томі 2 він все ще є найжорстокішою черепахою, хоч вже і трохи кращою. Після атаки з боку істоти, схожої на вампіра, Рафаель перетворився на більшу і схожу на динозавра версію себе. Окрім зовнішніх змін, Раф також зовсім втратив глузд і став безмозким хижаком, але Сплінтеру вдалося повернути йому розум. Пізніше, разом з Лео та Кейсі, він відправився на пошуки вампіра, що напав на нього, аби повернутися у звичну форму. Це трохи схоже на сюжетну лінію в першому томі, де п'явка, разом з кров'ю Рафа, висмоктала з нього весь мутаген, перетворивши його на звичайну черепаху. Тоді інші його брати відправилися в місто шукати велику антропоморфну п'явку.

### Image
У перших двох томах коміксів Image обличчя Рафаеля було сильно знівечене, через що Раф довгий час носив одну з хокейних масок Кейсі Джонса. Пізніше він взяв собі обладунки і псевдонім Шреддера, а також очолив клан Фут, аби зупинити війну банд у місті. Після перемоги в війні, він офіційно очолив Нью-Йорську гілку клану. Проте скоро по це звання прийшла таємнича Леді Шреддер. У незалежній серії Image Comics № 24 він носив пов'язку з чорним окуляром на оці, а також був набагато жорстокішим, ніж зазвичай. У наступному номері він ще й убив свого друга Ченга. Свій окуляр він зняв лише тоді, коли дізнався про смерть своєї подруги Піміко від рук Леді Шреддер, після чого виявив, що око вже сцілилося.

### Archie
Ця версія Рафа схожа на версію з 80-х, адже спершу комікси Archie основувалися на оригінальному мультсеріалі. Проте через деякий час Рафаель замінив пов'язку і пояс на чорний костюм ніндзя, який він виграв під час Інопланетного Матчу. Також у нього першого з'явилася друга половинка - Нінджара, з якою він зустрівся випуску #28, проте вже у випуску #75 вони розбіглися. У майбутньому Рафаель втратить око, після сутички зі Шреддером, Верманатором X та Армаггоном, адже в усіх показаних в коміксах версіях майбутнього у нього відсутнє одне око.

### IDW

Рафаель у коміксах IDW

Рафаель у цих коміксах сильно схожий на свого тезко з Mirage. Рафаель, як і інші черепахи, є померлим сином Хамато Йоші, котрі переродилися у тілах черепах. У лабораторії StockGen на них потрапив мутаген і вони мутували. Рафаель був відокремлений від своїх братів і потрапив на вулицю, де його знайшов бездомний на ім'я Бак. Проте нового друга Рафа вбили бандити, що дало зачатки гніву в Рафаелеві.
Протягом п'ятнадцяти місяців Раф блукав по вулицях Нью-Йорка, не знаючи, куди подітися. Там він зустрів хлопчика на ім'я Кейсі Джонс і врятував його від злого батька. Через деякий час Рафа знайшли черепахи і відвели до Сплінтера. Той почав навчати свого загубленого сина. За старанність та упевненість Сплінтер нагородив Рафаеля саями.

## Телебачення

### Мультсеріал 1987-го
Рафаель у цьому мультсеріалі сильно змінився. Він ще й досі є найагресивнішим з черепах, проте все одно набагато спокійніший за інші свої втілення. Разом з Майкі він є жартівливою частиною команди. Але якщо жарти з Майкі зав'язані на його невігластві, то Рафаель сам є жартівником і його гумор саркастичний та дотепний. Саме тому Мікеланджело не раз стає об'єктом жартів Рафа. Також його жарти часто пробивають четверту стіну.
Також даного Рафа від інших відрізняє відсутність конфліктів з братами чи друзями. Він геть не хоче ставати лідером і вести за собою черепах. Більшість екранного часу він просто жартує. Проте іноді Рафаель критикує і висміює спокійність та правильність Леонардо. Єдиний раз, коли він насправді підставив під сумнів лідерство Лео в команді - це серія "Turtle Trek".
У п'ятому сезоні, в серії "Raphael Versus the Volcano", через несправнісь Донового "Здоров'яміра", Рафаель вважає, що скоро помре. Гадаючи, що йому немає чого втрачати, він вирішує піти героїчно і стає супергероєм на ім'я Зелений Захисник. Раф рятує людей і бориться зі злочинцями, а його брати тим часом шукають Рафаеля, щоб розказати про несправність "Здоров'яміра".

### Наступна Мутація
У телесеріалі 1997-го Рафаеля зображує Маттчел А. Лі Юн і озвучує Метт Гілл.
Його суперництво з Леонардо ведеться багато серій. В одній з серій, де Леонардо був фізично ослабленим, Рафаель знущався і знущався з нього. Решту епізоду вони змагалися один з одним в майстерності. Врешті-решт вони вирішили завершити все змаганням з армреслінгу, після якого програвший піде з каналізації. Хоч Лео і виграв, він не дав Рафу піти.

### Мультсеріал 2003-го
У мультсеріалі Mirage Studios і 4Kids Entertainment 2003-го року Рафаеля озвучує Френк Франксон (Ейджі Міяшіта в японській версії), говорячи з сильним бруклінським акцентом. Він має найтемніший колір шкіри серед усіх його братів, що відображує його характер.
Ця версія дуже подібна до оригіналу. Рафаель в мультсеріалі доволі агресивний та жорстокий, але лише в ті моменти, коли зривається. Одного разу під час такого зриву він ледь не покалічив Майкі, який випадково подолав його в змаганні.
Він дуже часто свариться з Леонардо і Мікеланджело, хоча насправді дуже дорожить ними. Він найбільше з братів турбується за Лео після побиття того Шреддером. Він сильно злиться, коли хтось чи щось загрожує його братам. З Донателло у Рафа доволі нейтральні стосунки, хіба-що іноді його дратують "розумні словечка" Дона.
Він уважає Донателло типовим занудою, але все одно турбується про брата. Його найкращим другом є месник у масці Кейсі Джонс. Як і майже в усіх творіннях про команду черепах, тут Рафаелеві також не подобається те, що всі вважають лідером групи Леонардо. Він не раз претендував на звання лідера, через що у них з братом зав'язувалися сварки. Однак, у зрівнянні з коміксами Mirage, Рафаель в мультсеріалі не настільки переймається лідерством. Серед особливих умінь Рафа можна виділити неймовірні навички черепахи водіння мотоцикла. Також у Рафаеля є і страх, а саме ентомофобія (страх комах), який не рідко проявлявся в нього. Але він на них реагує не так зі страхом, як з огидою і ненавистю.
Відносини Рафаеля та Мікеланджело у мультсеріалі доволі унікальні. Вони більше не є такими вже друзями і на відміну від старого мультсеріалу, в цьому саме Майкі весь час жартує над Рафом. Він дуже любить дражнити і діставати Рафаеля, якщо випадково поборить старшого брата. Проте бувають випадки, коли вони живуть дружньо. Після битви з Футами вдома в Ейпріл, Раф найбільше підтримував скаліченого Леонардо і навіть допоміг йому змайструвати нові катани. У серії "Ultimate Ninja" Рафаель дуже злиться і рветься в бій з Супер Ніндзя, коли той майже вбиває Лео. Серед черепах, напевно саме зв'язок між Рафом і Лео найтісніший у мультсеріалі. Рафаель часто підставляє себе під небезпеку, аби захистити братів і Сплінтера. Це можна побачити, коли в першій сутичці зі Шреддером, Рафаель намагався допомогти і захистити усіх своїх братів одночасно.

### Мультсеріал 2012-го
В цьому мультсеріалі він знову забіяка в команді. Його озвучує Шон Астін.
В даному мультсеріалі він є дуже вмілим та спритним. Раф неодноразово боровся зі своїми братами і часто їх перемагав. Він, на відміну від інших версій, дуже хвалькуватий, за це Рафаель не раз отримував палицею по голові від Сплінтера. Він також має дуже імпульсивний характер. Окрім цього, у Рафа є своя домашня тваринка - черепаха Спайк, яка пізніше мутувала в черепаху-монстра Слеша.
Терплячий підхід Леонардо до будь-якої ситуації дратує Рафаеля, який більше віддає перевагу прямій дії та грубій силі. В той же час, за лідерство у них суперечок майже немає, адже Раф вважає, що бути лідером це скоріше покарання, ніж нагорода.
З Мікеланджело у нього різнобокі стосунки. Він часто ображає свого молодшого брата, проте завжди готовий прийти йому на допомогу. В серії "New Friend, Old Enemy", коли Майкі вважає себе невдахою, Раф намагається втішити його, говорячи, що насправді він дуже крутий. Донателло ж Рафаель вважає завченим і часто кидається в нього чимось, аби той нарешті замовк. Також Раф сильно боїться тарганів, як і версія з попереднього мультсеріалу, проте він позбувся цього страгу, здобувши перемогу над тарганом-мутантом Спіроашем.
Дизайн персонажа був трохи змінений. Його очі стали зелені, панцир порізаний і побитий, а пов'язка порвана та зношена. Все це пояснюється тим, що Раф дуже любить ризикувати, через що потрапляє в різні халепи. Він сам у серії "New Girl In Town" стверджує, що йому байдуже на своє життя, головне щоб його брати були в безпеці.

### Мультсеріал 2018-го
На відміну від інших версій Рафаеля, ця версія є лідером групи, проте від цього він не стає серйознішим, також тут він користується магічними тонфами, замість звичних саїв. В мультсеріалі також вказаний вид Рафаеля - Кайманова черепаха. Його озвучує Омар Міллер.

## Фільми

### Черепашки-ніндзя (1990)
У фільмі він був зображений Кеном Троумом і озвучений Джошом Пейсом.
В цьому фільмі саме Рафаелю приділяють увагу більше всіх. Він зображений дуже грубим і запальним, а також Раф у фільмі використовує ненормативну лексику і говорить з сильно вираженим нью-йоркським акцентом. Він сильно турбується про Сплінтера, коли того бере в полон Шреддер. У Рафаеля також дуже тісний зв'язок з Ейпріл, яку у фільмі він не раз рятував.

### Черепашки-ніндзя 2: Таємниця смарагдового зілля
Цього разу його озвучив Лаурі Фасо.
У цьому фільмі Рафаель отримує вже менше екранного часу, проте загострюється його ворожнеча з Леонардо.

### Черепашки-ніндзя III
У третій частині його зіграв Метт Гілл та озвучив Тім Келлехер.
Рафаель і його брати потрапляють в минуле й намагаються врятувати японське селище від торговця зброєю на ім'я Вокер, після чого зможуть повернутися назад.

### Черепашки-ніндзя (2007)
Рафаель знову є головним героєм в мультфільмі 2007-го. Після того, як Леонардо відправився в джунглі, Раф став месником у обладунках, відомим як Нічний Спостережець. Під час патрулювання міста він, до речі, користується не саями, а тяжкими ланцюгами манрікі, адже на відміну від саїв, манрікі не здатні вбити людину.
У мультфільмі ворожнеча між Рафом та Лео є однією з основних сюжетних ліній. Рафаеля дратує, що його брат вважає його та інших "своїми іграшковими солдатиками". Під час сутички в середині фільму, коли Леонардо дізнається, що Нічний Спостережець це Раф, останній ледь не вбиває свого брата, проте тікає, злякавшись свого гніву. Після цього Рафаель стає свідком викрадення Лео кам'яними генералами і швидко біжить в лігво, аби розповісти про це Сплінтеру. Той пояснює своєму сину, що з його боку благородно захищати слабких і брати на свої плечі світові проблеми. Також він каже Рафу, що хоч той і не є його найкращим учнем, це не робить його поганим сином. Після розмови вони збираються разом з Доном, Майкі, Ейпріл та Кейсі і рятують Леонардо з полону.
Між Рафом та Донні в мультфільмі також є непорозуміння. Раф, наприклад, вважає що їм час відновити свої нічні патрулювання в місті, а от Донателло вважає це марною справою, адже вони вже відбули своє. Дон також критикує Нічного Спостережця, чим дістає як Рафаеля, так і Майкі. Це ледь не приводить до бійки між Рафом та Донателло.
В мультфільмі Рафаеля озвучує Нолан Норт.

### Черепашки Назавжди (2009)
У мультфільмі "Черепашки Назавжди" з'являється цілих три версії Рафаеля з різних світів. Рафаеля з коміксів Mirage озвучив Шон Шеммель, Рафаеля з першого мультсеріалу озвучив Себастьян Арселус, а Рафаеля з мультсеріалу 2003-го року озвучує той же актор, що і в мультсеріалі.

### Черепашки-ніндзя (2014)

Рафаель у фільмі

У даному фільмі Рафаеля озвучив Алан Річсон.
Як і в попередніх витворах, тут він також дуже агресивний та незалежний, через що Раф часто сперечається зі своїм братом Леонардо. Рафаель є першою черепахою, яку помічає Ейпріл О'Ніл під час зйомки клану Фут. Коли Ейпріл робить фото з усіма черепахами, Раф все ще погрожує розібратися з нею, хоч Донателло і видавляє те фото з її телефону. Після атаки Футів та Шреддера на лігво черепах, він єдиний не потрапляє в руки злочинців, адже ті вважають його мертвим. Це дає можливість Рафу атакувати Фут зненацька. Рафаель знаходить Ейпріл і разом з її оператором Верном Фенвіком вони відправляються в башту Еріка Сакса, аби врятувати черепах. Доки Раф бориться зі Шреддером в лабораторії, О'Ніл та Верн рятують його братів. Після порятунку міста, брати виліковують пораненого Шреддером Сплінтера за допомогою мутагену.

### Черепашки-ніндзя: Вихід з Тіні
У фільмі знову продовжується ворожнеча між Рафом та Лео, особливо тоді, коли Рафаель дізнається про фіолетовий мутаген, здатний перетворити черепах на людей. Коли Раф дізнається, що Леонардо попросив своїх братів нічого не казати Рафаелю про мутаген, останній дуже злиться. В фільмі знову показується піклування Рафа про своїх братів, коли, наприклад, Майкі ледь не вбиває Кренґ. Також виявляється, що у Рафаеля є страх висоти, коли під час атаки літака з Бібопом і Рокстеді він дуже боїться пригати з одного літака на інший. Можливо що цей страх з'явився у нього після фінальної битви попереднього фільму.